# Resolution 465 des UN-Sicherheitsrates
Die Resolution 465 des UN-Sicherheitsrates wurde am 1. März 1980 einstimmig vom UN-Sicherheitsrat verabschiedet. Gegenstand waren die israelischen Siedlungen und die israelische Verwaltung der „arabischen Gebiete, die seit 1967 besetzt sind, einschließlich Jerusalems“. Diese Formulierung bezog sich auf das Westjordanland, Ostjerusalem, die Golanhöhen und den Gazastreifen.
Der Sicherheitsrat zitierte einen Report der UN-Kommission, die durch die Resolution 446 des UN-Sicherheitsrates (1979) aufgestellt wurde. Außerdem wurde Israel dafür kritisiert, nicht mit dieser Kommission zusammenzuarbeiten.
Die Resolution drückte Besorgnis über die israelische Siedlungspolitik in den arabischen Gebieten aus und zitierte die Resolutionen 237 (1967), 252 (1968), 267 (1969), 271 (1969) und 298 (1971). Weiterhin wurde der israelische Staat und seine Bevölkerung dazu aufgerufen, die Siedlungen abzubauen.
Die Resolution verurteilte Israel außerdem dafür, dem Bürgermeister Hebrons, Fahd Qawasma, nicht erlaubt zu haben, zum UNO-Standort New York zu reisen.
Die Resolution schließt mit der Bitte an die Kommission, die Situation in den besetzen Gebieten weiterhin zu untersuchen und dabei ein Augenmerk auf die Ausbeutung der natürlichen Ressourcen zu legen. Die Kommission soll dem Sicherheitsrat am 1. September 1980 eine neue Resolution vorlegen.
Die Resolution ruft alle Staaten dazu auf, Israel keine Hilfe zu leisten, „was dessen Siedlungstätigkeit in den besetzten Gebieten betrifft“.